# 17001 Braydennoh
17001 Braydennoh este o planetă minoră (asteroid), cu un diametru de 4,137 km, din centura de asteroizi. A fost descoperită pe 10 februarie 1999 la Experimental Test Site⁠(d) de Lincoln Near-Earth Asteroid Research. 
Obiectul prezintă o orbită caracterizată de o semiaxă mare de 2,47312 UAi, o excentricitate de 0,07, o înclinație de 6,08493 ° în raport cu ecliptica.